# Park Narodowy Ballycroy
Ballycroy National Park (irl. Páirc Náisiúnta Bhaile Chruaich) – park narodowy w Irlandii, położony w hrabstwie Mayo. Park został ustanowiony w listopadzie 1998; zajmuje powierzchnię 11 tysięcy hektarów. 
Swoim terenem obejmuje tereny bagniste oraz górskie. Na terenie parku występują między innymi gęś białoczelna i siewka złota. 
Park objęty jest programem Natura 2000.